# Björn Cederberg (journalist)
Denna artikel handlar om journalisten Björn Cederberg. För andra personer med samma namn, se Björn Cederberg
Björn Thorsten Cederberg, född 19 september 1955 i Västerås, är en svensk journalist och författare.
Björn Cederberg har skrivit kulturreportage för Svenska Dagbladet, Dagens Nyheter och LO-tidningen, radiodokumentär samt dokumentärfilmer för Sveriges Television.